# ماهاباکو
ماهاباکو (به لاتین: Mahabako) یک منطقهٔ مسکونی در ماداگاسکار است که در Manakara واقع شده‌است. ماهاباکو ۱۰٬۰۰۰ نفر جمعیت دارد و ۲۱۰ متر بالاتر از سطح دریا واقع شده‌است.